# Mindre vasapapegoja
Mindre vasapapegoja (Coracopsis nigra) är en fågel i familjen östpapegojor inom ordningen papegojfåglar.

## Utseende och läte
Mindre vasapapegoja är en rätt stor och svart papegoja. Den kan vara mycket svår att skilja från större vasapagepoja, men är mindre med mindre näbb och en böjd kant på den bara huden intill näbbroten. Lätena är mycket ljudliga, mestadels bestående av melodiska visslingar. De är ljusare och mer melodiska än de hos större vasapapegoja

## Utbredning och systematik
Fågeln delas numera vanligen in i två underarter:
- C. n. libs – förekommer i torra områdena i västra Madagaskar
- C. n. nigra – förekommer i skogar på östra Madagaskar

Tidigare behandlades komorvasapapegojan ('’M. sibilans’’) som en underart till mindre vasapapegoja. Även seychellvasapapegoja (M. barklyi) inkluderas tidigare i arten, men denna urskiljs nu allmänt som egen art. 

### Släktestillhörighet
Vasapapegojorna placerades tidigare ofta efter DNA-studier i släktet Mascarinus tillsammans med den utdöda réunionpapegojan. Senare DNA-studier visar dock att réunionpapegojan troligen snarare är en Psittacula-parakit.

## Levnadssätt
Mindre vasapapegoja hittas i och kring all slags skog. Den ses ofta i flykten, ibland i små och lösa flockar.

## Status
Arten har ett stort utbredningsområde och beståndet anses vara stabilt. Internationella naturvårdsunionen IUCN listar den därför som livskraftig (LC).

## Bilder

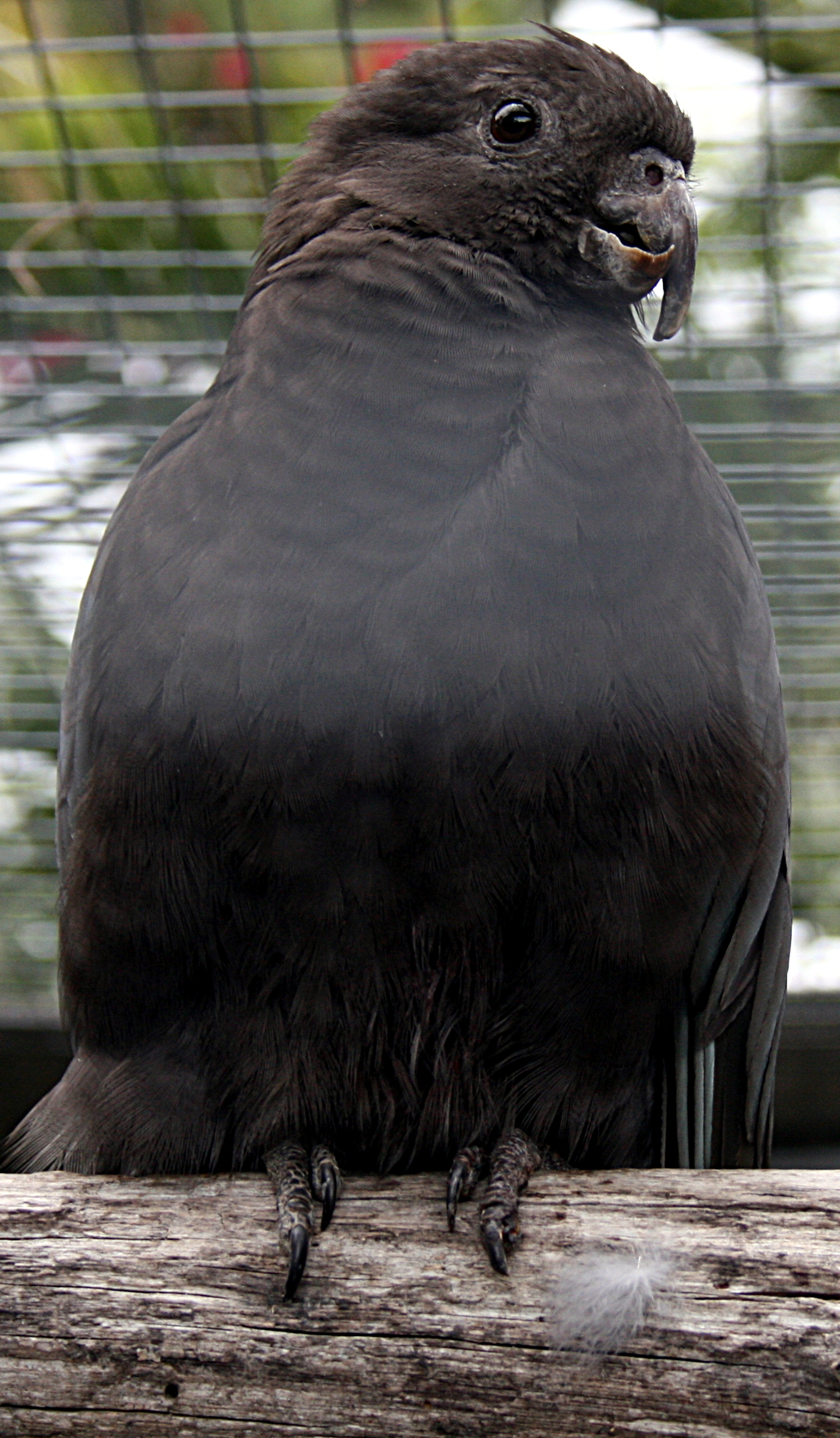
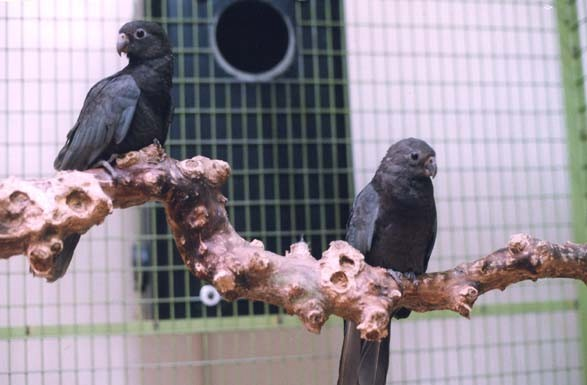
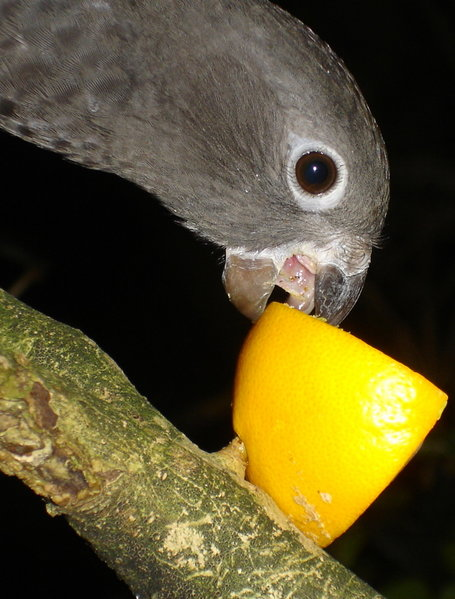